# Wachlarz lady Windermere
Wachlarz lady Windermere (ang. Lady Windermere’s Fan: A Play About a Good Woman) – komedia Oscara Wilde, napisana w 1891, wystawiona po raz pierwszy 20 lutego 1892 w St. James Theatre i opublikowana w październiku 1893 roku. Utwór miał początkowo nosić tytuł A Good Woman ("Dobra [porządna, uczciwa] kobieta"), ale autor zdecydował się go zmienić po sugestii producenta sztuki, George’a Alexandra, który obawiał się, że tytuł ten może zniechęcić publiczność. Również sugestia producenta sprawiła, że po premierze Wilde zmienił moment ujawnienia tożsamości Erlynne z aktu IV na II, chociaż wcześniej zdecydowanie odrzucał taką możliwość.
Utwór był wielokrotnie adaptowany i ekranizowany, m.in. w 1925 w reżyserii Ernsta Lubitscha, w 1949 w reżyserii Otto Premingera (pt. The Fan) oraz w 2004 w reżyserii Mike’a Barkera (pt. Porządna kobieta).

## Zarys akcji
Lord Darlington odwiedza lady Windermere w jej londyńskim domu. Podczas rozmowy ogląda wachlarz, który bohaterka dostała na 21. urodziny od swojego męża. Lady Windermere narzeka też na nadmiar komplementów, którymi obdarza ją lord Darlington i odrzuca jego zaloty. Z wizytą przychodzi księżna. Po wyjściu Darlingtona księżna przekazuje bohaterce informację, że Lord Windermere prawdopodobnie ma kochankę, niejaką panią Erlynne, na którą przeznacza duże sumy pieniędzy. Ufająca dotychczas mężowi bohaterka sprawdza książeczkę czekową męża i odkrywa, że rzeczywiście mąż przekazywał znaczne sumy dla Pani Erlynne. Kiedy Lord Windermere wraca do domu, żona oczekuje wyjaśnień. On wypiera się romansu, nalega jednak, aby żona zaprosiła panią Erlynne na swoje przyjęcie urodzinowe, aby pomóc jej wrócić do towarzystwa. Kiedy ta odmawia, sam wypisuje zaproszenie.  
Podczas przyjęcia Lord Windermere rozmawia z Lordem Augustusem Lortonem, który wypytuje go o panią Erlynne, w której jest zakochany. Windermere zapewnia, że nie ma z nią romansu, a ona sama ma się pojawić na przyjęciu. Tymczasem lady Windermere, zaniepokojona o losy swojego małżeństwa, rozmawia z Darlingtonem. Ten, korzystając z jej niepokoju, wyznaje jej swoje uczucia i proponuje, aby opuściła ona męża i związała się z nim. Kiedy kobieta odmawia, Darlington zapowiada, że następnego dnia uda się za granicę i że nie spotkają się nigdy więcej.
W innej części pomieszczenia Erlynne rozmawia z Lordem Windermere, informuje go, że zamierza wyjść za Lorda Augustusa i w tym celu potrzebuje pewnej sumy pieniędzy. Lady Windermere decyduje się tymczasem udać się do Darlingtona i wraz z nim opuścić kraj. Zostawia mężowi list pożegnalny i odchodzi. List ten znajduje pani Erlynne. Okazuje się, że jest ona matką lady Windermere, która opuściła rodzinę wiele lat temu, a potem, porzucona przez kochanka, znalazła się w kłopotach finansowych. Wydostała się z nich, szantażując Lorda Windermere, który dawał jej duże sumy pieniędzy po to, aby nie ujawniała ona swojej tożsamości. Lady Windermere jest przekonana, ze jej matka od dawna nie żyje i pamięć o niej jest dla niej święta. Mąż wiedząc o tym, nie chce ujawnić jej prawdy. Teraz pani Erlynne postanawia uchronić córkę przed popełnieniem tego samego błędu, co ona niegdyś i udaje się na jej poszukiwanie.
Erlynne znajduje lady Windermere oczekującą na Darlingtona w jego mieszkaniu. Kiedy udaje jej się namówić ją na powrót, do mieszkania wchodzą Darlington wraz z Lordem Augustusem i Windermerem. Kobiety ukrywają się. Nagle Windermere widzi wachlarz, który rozpoznaje jako ten, który podarował żonie na urodziny. Wściekły domaga się wyjaśnień od Darlingtona. Erlynne wychodzi z ukrycia i twierdzi, że omyłkowo wzięła z przyjęcia wachlarz lady Windermere. Podczas tej rozmowy  Windermere ucieka, niezauważona przez męża.  
Następnego dnia Erlynne odwiedza dom Windermere'ów. Z wdzięczności za wyświadczoną poprzedniego dnia przysługę lady Windermere daje jej zdjęcie swoje i swojego syna. Erlynne oznajmia, że wyjeżdża za granicę. Wychodząc spotyka Lorda Augustusa. Odbywa z nim krótką rozmowę, sprytnie tłumacząc swoją obecność w mieszkaniu Darlingtona. Dosyć naiwny lord decyduje się z nią ożenić, zapominając o wydarzeniach poprzedniego dnia. Lord Windermere gratuluje jemu twierdząc, że żeni się z mądrą kobietą. Natomiast lady Windermere, uszczęśliwiona takim obrotem sprawy, upewnia go, że żeni się z bardzo dobrą kobietą.  